# Paul Keres
Paul Keres (født 7. januar 1916 i Narva, Estland, død 5. juni 1975 i Helsinki, Finland) var en estisk og sovjetisk skakstormester og regnes af mange for den stærkeste skakspiller, der aldrig opnåede en match om verdensmesterskabet. Ifølge senere udregnede ranglister var han konstant i top ti i årene 1936-1965. Han blev i 2000 valgt til "århundredets sportsnavn" i Estland. Keres var også¨en anerkendt skakskribent.

## Biografi
Paul Keres blev føste gang estisk mester i skak i 1935, og samme år fik han sit internationale gennembrud med et flot resultat og ikke mindst flot spil som 1. bræt for Estland ved skakolympiaden i Warszawa.

### Kandidat til VM-matchen som aldrig fandt sted
Blandt Keres' største resultater før 2. verdenskrig er sejren i AVRO turneringen 1938, hvor han sluttede på samme pointtal som amerikaneren Reuben Fine, men havde bedre indbyrdes resultat. AVRO 1938 havde deltagelse af otte af verdens stærkeste skakspillere, og det var planen, at vinderen skulle møde verdensmesteren Alexander Aljechin i en kamp om titlen. Men Aljechin havde ikke givet noget endeligt tilsagn, og man nåede aldrig at få arrangeret nogen match, før krigen brød ud.
Da krigen brød ud 1. september 1939, sad Paul Keres i Buenos Aires, hvor der var skakolympiade. Han spillede turneringen færdig og deltog også i en efterfølgende international turnering, som han vandt på deling med Miguel Najdorf. Derefter tog han til Holland og spillede en match over 14 partier mod eksverdensmesteren Max Euwe, som han slog 7½-6½ – et virkelig flot resultat i betragtning af, at matchspil nærmest var Euwes specialitet, mens Keres ikke havde den store erfaring.

### Mellem Nazi-Tyskland og Sovjetunionen
Da Estland som en følge af Molotov-Ribbentrop-pagten blev annekteret i 1940, kom Keres til at repræsentere Sovjetunionen. Han deltog i sit første Sovjetmesterskab i Moskva samme år, hvor han sluttede på en fjerdeplads i stærkt selskab. Året efter blev de seks øverst placerede i denne turnering sat til at spille om "det Absolutte Sovjetmesterskab". Turneringen er en af de stærkest besatte nogensinde og blev vundet af Mikhail Botvinnik foran Keres, Vasilij Smyslov, Isaac Boleslavskij (russisk: Исаак Ефремович Болеславский), Andor Lilienthal og Igor Bondarevskij (russisk: Игорь Захарович Бондаревский).
I 1941 blev Estland besat af Tyskland, og han deltog i 1942-1943 i fire turneringer i Tyskland, hvor også verdensmesteren Aljechin var med. Aljechin vandt tre af turneringerne foran Keres, mens de delte førstepladsen i den fjerde. Derudover deltog han i flere andre turneringer under krigen.
Da Sovjetunionen (gen)besatte Estland i 1944, havnede Keres i en farlig situation. Ifølge Jurij Averbakh (russisk: Юрий Львович Авербах), en prominent person i sovjetskakken, var der en arrestordre på Keres, men han slap, da han ikke var i Tallinn på det tidspunkt.
Efter krigen var han tilsyneladende stadig under mistanke. Han fik i hvert fald ikke lov til at deltage i den store turnering i Groningen i 1946, som Botvinnik vandt foran Euwe. I stedet blev han sendt til det georgiske mesterskab, som han vandt. Averbakh angiver, at det var en af lederne af det estiske kommunistparti, Nikolai Karotamm, som sikrede, at Keres kom til Georgien og senere blev fri til at spille internationalt igen. Keres fik sovjetisk statsborgerskab og kom til at repræsentere Sovjetunionen resten af sit liv.

### Skakkens kronprins
Da verdensskakforbundet FIDE kom til live igen fra 1946, begyndte man at forberede en turnering, som skulle finde afløseren til den i samme år afdøde verdensmester Aljechin.
Man endte med at arrangere en matchturnering med fem spillere, heriblandt Keres, som mødte hinanden fem gange. Botvinnik blev en klar turneringsvinder – ikke mindst i kraft af sejre i sine fire første partier mod Keres, der først fik en sejr mod Botvinnik i femte afdeling, da turneringen var afgjort.
Der har været spekulationer om, hvorvidt Keres havde fået ordrer fra højeste sted om at tabe sine partier til Botvinnik. Den britiske skakjournalist Taylor Kingston har undersøgt beviserne og når frem til, at der ikke findes bevis for, at Keres er blevet "overtalt", men heller ikke bevis på det modsatte.
Averbakh afviser ikke, at Keres har følt et pres ovenfra, men næppe fra "højeste sted" (dvs. Stalin). Averbakh tror ikke, at Keres bevidst tabte fire partier i træk, men peger i stedet på, at Keres tidligere (i det Absolutte Sovjetmesterskab i 1941) havde vist sig som en mindre mentalt stærk spiller end Botvinnik. Trods det dårlige resultat mod Botvinnik og i det hele taget dårlig form endte Keres på en delt tredjeplads med 10½ point ud af 20 mulige.
I de næste fire VM-cyklusser endte Keres på en andenplads eller delt andenplads i den afsluttende kandidatturnering om at udfordre verdensmesteren. Disse andenpladser gav ham tilnavnet som "skakkens kronprins".
Hvis man laver en historisk Elo-beregning af kandidatturneringen i Jugoslavien i 1959, er det hans bedste resultat nogensinde med en præstationsrating på 2836. Han blev dog overgået af Mikhail Tal, som vandt turneringen med 1½ points forspring og senere verdensmesterskabet.
Ved kandidatturneringen i Curacao i 1962 indgik Keres en privat aftale med Jefim Geller og Tigran Petrosjan (begge fra Sovjetunionen) om at spille indbyrdes remis (bekræftet af bl.a. Averbakh), for at få nogle pauser i en lang og opslidende turnering. Det endte dog med at give bagslag for Keres, i det han endte på andenpladsen, et halvt point efter Petrosjan.
Keres' sidste deltagelse i en kandidatturnering var i 1965, hvor han tabte sin kvartfinale til Boris Spasskij med 6-4. Det var den eneste match, Keres tabte i sin karriere.
I 1973 deltog Keres i sin sidste interzoneturnering i Petrópolis, hvor han endte på en delt ottendeplads.

### Tre sovjetmesterskaber
Ud over sine forsøg på at blive verdensmester havde Keres en stor turneringskarriere, bl.a. tre mesterskaber i Sovjetunionen, en af de stærkeste og hårdeste turneringer i verden. Hans gevinster var i 1947, 1950 og 1951. Ikke mindst den sidste turnering var ekstremt stærkt besat med deltagelse af bl.a. Geller, Petrosjan, Smyslov, Botvinnik, Averbakh, David Bronstein, Mark Tajmanov, Lev Aronin (russisk: Лев Соломонович Аронин), Salo Flohr, Bondarevskij og Aleksandr Kotov (russisk: Александр Александрович Котов).
I samme periode vandt han Pärnu 1947, Iwonicz Zdrój 1950 og Budapest 1952, den sidste foran bl.a. Botvinnik.
Paul Keres nåede at vinde syv holdguld med Sovjetunionen ved skakolympiaderne.

### Sidste del af karrieren
Efter 1965 fortsatte Keres med at levere fine resultater. Blandt højdepunkterne i den sene del af karrieren var en delt sejr i Tallinn 1971 med Tal og sejren i Tallinn 1975 foran bl.a. Spasskij. Sidstnævnte blev hans sidste store turneringssejr. Senere samme år vandt han en turnering i Vancouver, men på hjemvejen – i Helsinki – fik han et hjerteanfald og døde.
Siden 1966 er der blevet afholdt en årlig turnering i Tallinn med hans navn. Fra 1976 skiftede den navn til Paul Keres Memorial.

## Bøger
- Keres, Paul og Alexander Kotov: Kunsten af vinde i skak (oversat fra den svenske udgave af Bent Larsen), Samlerens Forlag, 1975 ISBN 87-568-0297-8